# Église San Gioacchino a Pontenuovo

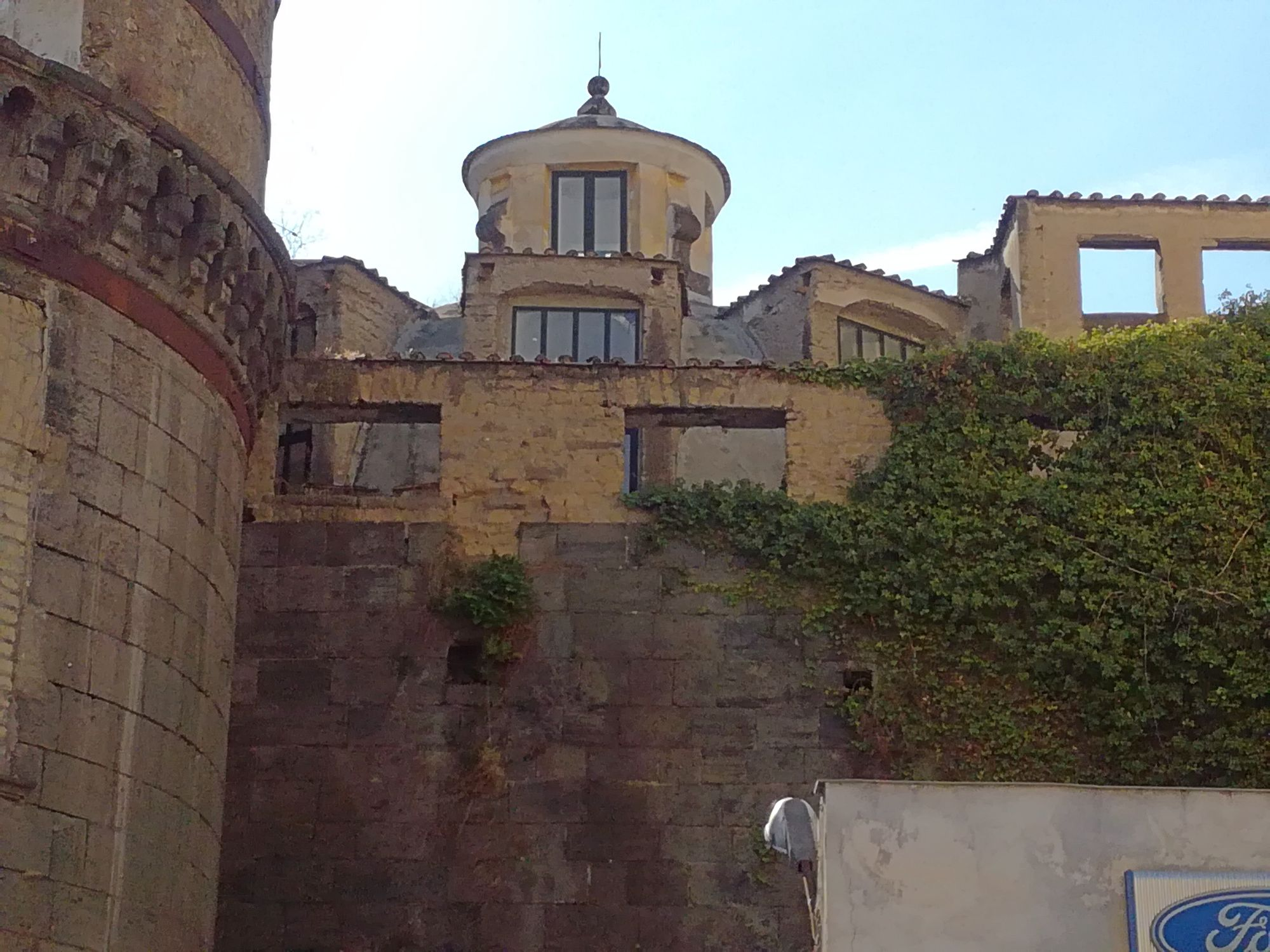
La coupole de l'église.

L'église San Gioacchino a Pontenuovo (Saint-Joachim-de-Pontenuovo) est une église baroque du centre historique de Naples, située salita Pontenuovo. Elle est dédiée à saint Joachim.

## Histoire et description

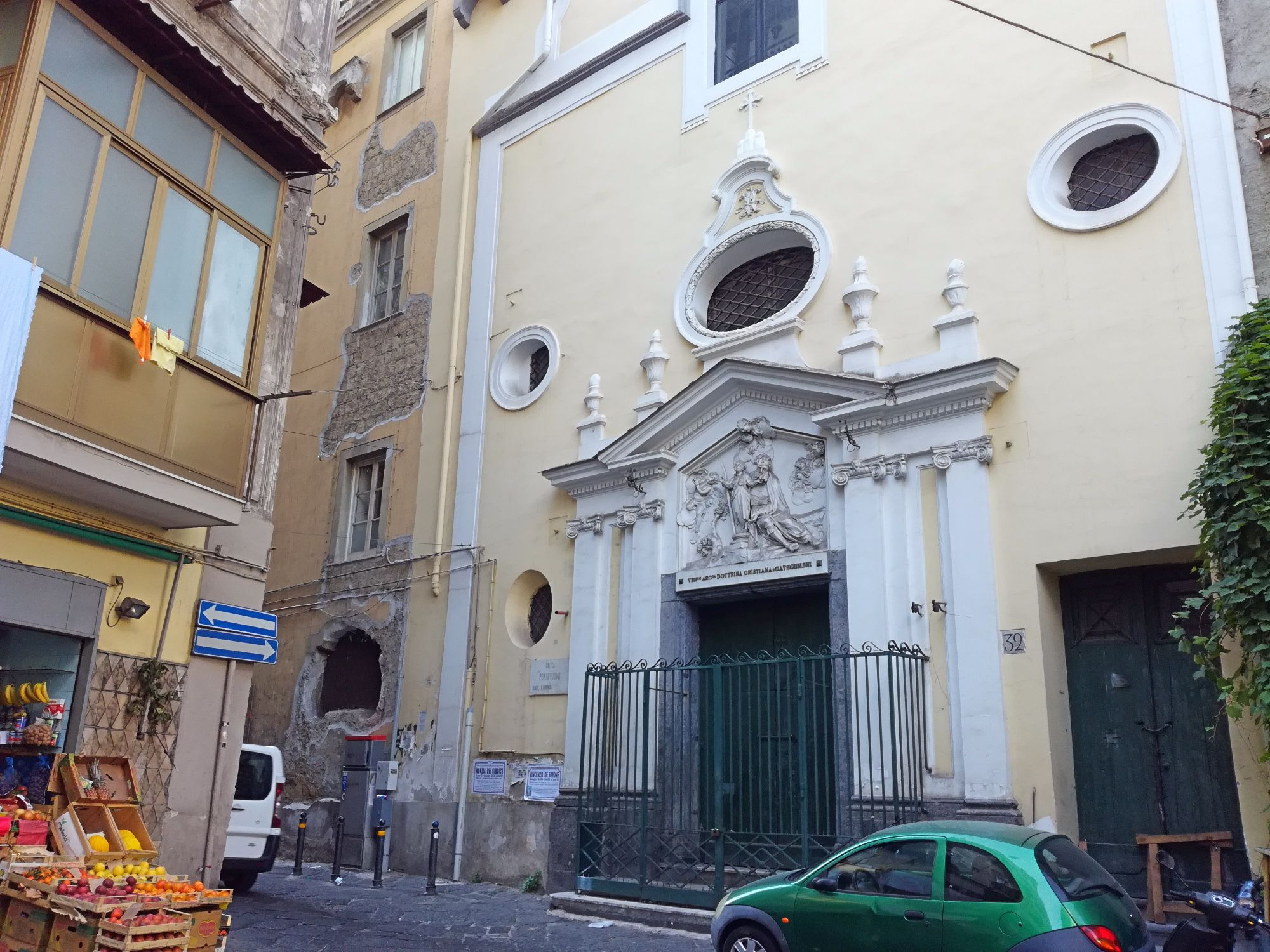
Le portail de l'église.

L'église et son couvent sont fondés dans la seconde moitié du XVIIe siècle pour accueillir les orphelines et les fillettes vagabondes. Selon le décret de fondation, elles devaient porter l'habit distinctif du Tiers-Ordre franciscain, ce qui les faisait surnommer les « petites bonnes sœurs de Pontenuovo ». L'ensemble est remanié et mis au goût du jour baroque tardif en 1753.
La façadede l'église met en évidence le portail, surmonté d'un bas-relief du saint titulaire, et flanqué de lésènes doriques. Des pots à feu de stuc ornent le fronton brisé et des occuli éclairent l'intérieur ainsi qu'une fenêtre centrale. C'est l'œuvre de Salvatore di Franco. 
L'intérieur, décoré de stucs rococo, s'inscrit dans une croix grecque. Le maître-autel est surmonté d'un tableau de Nicola Cacciapuoti. Le pavement de carreaux de céramique peinte (riggiole) date du XIXe siècle. 
L'intérieur est en état d'incurie et de décrépitude et l'église est fermée au culte.

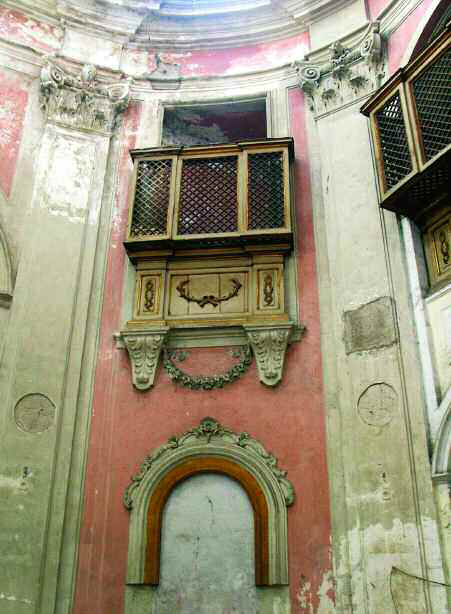
L'intérieur non restauré.

## Source de la traduction
- (it) Cet article est partiellement ou en totalité issu de l’article de Wikipédia en italien intitulé « Chiesa di San Gioacchino a Pontenuovo » (voir la liste des auteurs).